# Sitra
Sitra (arabisch سترة, DMG Sitra) ist eine Insel in Bahrain mit ca. 42.000 Einwohnern. Sie liegt südlich von Manama und Nabih Saleh.
Der Großteil der Einwohner wohnt in den sieben Dörfern Wadyan, Charidschiyya, Marguban, Qurayya, Mahazza, Sufala und Abul Aish.

## Wirtschaft
Im nördlichen Teil der Insel liegt ein Industriegebiet. Die Ölreserven der Bahrain Petroleum Company (BAPCO) werden im südlichen Sitra gelagert.
Die Raffinerie auf Sitra wurde 1936 gegründet. Sie ist damit die älteste aktive Raffinerie im Persischen Golf.

## Geschichte
Im Zuge der Proteste in Bahrain 2011 wurden am 16. März 2011 mehr als 200 Personen bei Kämpfen zwischen Demonstranten und Regierungsanhängern durch Schusswaffen verletzt.

## Persönlichkeiten
- A'ala Hubail (* 1982), Fußballspieler